# Abdul Zakaria Mugees
Abdul Zakaria Mugeese (27 dicembre 2001) è un calciatore ghanese, attaccante dell'Odd.

## Caratteristiche tecniche
È un attaccante che ricopre il ruolo di ala sinistra.

## Carriera

### Club
Il 16 agosto 2023, Mugeese è stato tesserato dai norvegesi dell'Odd, per cui ha firmato un contratto valido fino al 31 dicembre 2026: ha scelto di vestire la maglia numero 22.

### Nazionale
Nel 2021 ha vinto la Coppa delle nazioni africane Under-20 2021.

## Statistiche

### Presenze e reti nei club
Statistiche aggiornate al 3 dicembre 2023.
| Stagione              | Squadra               | Campionato            | Campionato | Campionato | Coppe nazionali | Coppe nazionali | Coppe nazionali | Coppe continentali | Coppe continentali | Coppe continentali | Altre competizioni | Altre competizioni | Altre competizioni | Totale | Totale | Totale |
| Stagione              | Squadra               | Comp                  | Pres       | Reti       | Comp            | Pres            | Reti            | Comp               | Pres               | Reti               | Comp               | Pres               | Reti               | Pres   | Reti   |        |
| --------------------- | --------------------- | --------------------- | ---------- | ---------- | --------------- | --------------- | --------------- | ------------------ | ------------------ | ------------------ | ------------------ | ------------------ | ------------------ | ------ | ------ | ------ |
| 2017-2018             | Dreams                | PL                    | 3          | 0          |                 | -               | -               |                    | -                  | -                  |                    | -                  | -                  | 3      | 0      |        |
| 2019-2020             | Eleven Wonders        | PL                    | 13         | 2          |                 | -               | -               |                    | -                  | -                  |                    | -                  | -                  | 13     | 2      |        |
| 2020-gen. 2021        | Eleven Wonders        | PL                    | 8          | 0          |                 | -               | -               |                    | -                  | -                  |                    | -                  | -                  | 8      | 0      |        |
| Totale Eleven Wonders | Totale Eleven Wonders | Totale Eleven Wonders | 21         | 2          |                 | -               | -               |                    | -                  | -                  |                    | -                  | -                  | 13     | 2      |        |
| gen.-giu. 2021        | Ashdod                | LhA                   | 5          | 2          | CI              | 1               | 0               |                    | -                  | -                  |                    | -                  | -                  | 6      | 2      |        |
| 2021-gen.2022         | Ashdod                | LhA                   | 11         | 1          | CI              | 1               | 0               | ECL                | 2                  | 0                  |                    | -                  | -                  | 14     | 1      |        |
| gen.-giu. 2022        | Hapoel Ramat Gan      | LL                    | 13         | 1          | CI              | -               | -               |                    | -                  | -                  |                    | -                  | -                  | 13     | 1      |        |
| 2022-2023             | Ashdod                | LhA                   | 24         | 5          | CI              | 5               | 1               |                    | -                  | -                  |                    | -                  | -                  | 29     | 6      |        |
| ago. 2023             | Ashdod                | LhA                   | 0          | 0          | CI              | 3               | 0               |                    | -                  | -                  |                    | -                  | -                  | 3      | 0      |        |
| Totale Ashdod         | Totale Ashdod         | Totale Ashdod         | 31         | 7          |                 | 10              | 1               |                    | 2                  | 0                  |                    | -                  | -                  | 43     | 8      |        |
| ago.-dic. 2023        | Odd                   | ES                    | 6          | 0          | CN              | -               | -               |                    | -                  | -                  |                    | -                  | -                  | 6      | 0      |        |
| Totale carriera       | Totale carriera       | Totale carriera       | 83         | 9          |                 | 10              | 1               |                    | 2                  | 0                  |                    | -                  | -                  | 95     | 10     |        |

## Palmares

### Nazionale
- Coppa delle nazioni africane Under-20: 1

2021